# Министерство нефтяной промышленности СССР
Министерство нефтяной промышленности СССР  — союзно-республиканское министерство СССР.  

## Общие сведения
Образовано Указом Президиума Верховного Совета СССР от 12 октября 1939 на базе Народного комиссариата топливной промышленности СССР. Управляло нефтедобывающей, нефтеперерабатывающей, газовой промышленностью, производством жидкого топлива, строительством сооружений нефтяной и газовой промышленности, нефтяным машиностроением, сбытом нефтепродуктов. Обеспечивало развитие нефтяной промышленности на основе внедрения передовой техники, механизации и автоматизации производственных процессов по добыче и переработке нефти и газа для нужд полного удовлетворения потребностей народного хозяйства. Руководило деятельностью Министерства нефтяной промышленности Азербайджанской ССР.
В 1939—1991 и 1989—1991 — Министерство нефтяной и газовой промышленности. До 18 мая 1954 и с 3 июня 1970 года общесоюзное. До 15 марта 1946 — народный комиссариат. 

## Названия
- Главное управление нефтяной промышленности (Главнефть) Наркомтяжпрома СССР — 1933—1938[5]
- Главное управление по добыче нефти (Главнефтедобыча) Наркомтопа СССР — 1938—1939[6]
- Наркомат тяжелой промышленности СССР (Наркомтяжпром) — 1938—1939
- Наркомат топливной промышленности СССР (Наркомтоп) — 1939[7]
- Главное управление нефтеперерабатывающей промышленности Центра и Востока Наркомтопа СССР — 1939[7]
- Наркомтоп СССР разделен на наркоматы нефтяной промышленности (Наркомнефтепром) и угольной промышленности — 1939
- Наркомат нефтяной промышленности СССР — с 12 октября 1939 по 4 марта 1946
- Разделено на наркоматы южных и западных районов и восточных районов СССР (с 15 марта 1946 министерства) — с 4 марта 1946 по 28 декабря 1948
- Министерство нефтедобывающей промышленности — с 2 октября 1965 по 3 июня 1970
- Министерство нефтяной и газовой промышленности — с 3 августа 1989 по 26 ноября 1991

## Министры
| №  | ФИО                                                                             | Срок полномочий                 |
| -- | ------------------------------------------------------------------------------- | ------------------------------- |
| 1  | Лазарь Каганович                                                                | 12 октября 1939 — 2 июля 1940   |
| 2  | Иван Седин                                                                      | 3 июля 1940 — 30 ноября 1944    |
| 3  | Николай Байбаков                                                                | 30 ноября 1944 — 4 марта 1946   |
| 4  | Николай Байбаков (южных и западных районов) Михаил Евсеенко (восточных районов) | 4 марта 1946 — 28 декабря 1948  |
| 5  | Николай Байбаков                                                                | 28 декабря 1948 — 25 мая 1955   |
| 6  | Михаил Евсеенко                                                                 | 25 мая 1955 — 10 мая 1957       |
| 7  | Михаил Евсеенко (в составе ГК по топливной промышленности)                      | 10 мая 1957 — 2 октября 1965    |
| 8  | Валентин Шашин                                                                  | 2 октября 1965 — 22 марта 1977  |
| 9  | Николай Мальцев                                                                 | 5 апреля 1977 — 12 февраля 1985 |
| 10 | Василий Динков                                                                  | 12 февраля 1985 — 27 июня 1989  |

3 августа 1989 преобразовано в Министерство нефтяной и газовой промышленности СССР.
| № | ФИО                              | Срок полномочий               |
| - | -------------------------------- | ----------------------------- |
| 1 | Леонид Филимонов                 | 3 августа 1989 — 22 июня 1991 |
| 2 | Лев Чурилов (и. о. с 28.08.1991) | 22 июня — 26 ноября 1991      |

Упразднено с 1 декабря 1991 года на основании постановления Государственного Совета СССР от 14 ноября 1991 года.